# Biofizika
A biofizika a biológia és fizika határtudománya, mely egyfelől fizikai módszereket használ az élő rendszerek tanulmányozására, másfelől a fizikai jelenségek (például radioaktív sugárzás, statikus mágneses terek stb.) élő szervezetre gyakorolt hatásaival foglalkozik. A biofizikai különböző ágainak érdeklődése a molekuláris biológiától az ökoszisztémákig a biológiai szerveződés valamennyi szintjére kiterjed. A biofizikai kutatások számos ponton átfednek a biokémia, a nanotechnológia, a biotechnika, az agrofizika és a rendszerbiológia érdeklődési körével.
A biofizika általában ugyanolyan kérdésekre keresi a választ, mint a biokémia és a molekuláris biológia, azonban a kérdéseket kvantitatív (mennyiségi) szemszögből közelíti meg. A terület művelői a sejt alrendszereinek (például DNS-, RNS-, fehérjeszintézis) kölcsönhatásait és e kölcsönhatások szabályozását vizsgálják. A kérdések megválaszolására változatos módszereket alkalmaznak.
Fő vizsgálómódszerei közé tartoznak a különféle spektroszkópiák (fluoreszcencia- és foszforeszcencia-, NMR-, röntgen-, polarizációs, CD-spektroszkópia), mikroszkópiák (fluoreszcencia-, epifluoreszcencia-, elektron-, konfokális, TIRF-, atomerőmikroszkópia), hőmennyiségmérés (kalorimetria), molekulák közvetlen manipulációja (optikai csipesz, atomerőmikroszkópia). A molekuláris biofizikusok a komplex rendszereket gyakran a kölcsönható egységek statisztikus mechanikai, termodinamikai és reakciókinetikai megközelítésével próbálják meg leírni. A változatos technikáknak köszönhetően a biofizikusok képesek a biológiai struktúrák (legyen az egy fehérjemolekula vagy egy összetettebb rendszer) közvetlen megfigyelésére, modellezésére és befolyásolására.
Hagyományos területei (a molekuláris és sejtbiofizika) mellett a modern biofizika a kutatások rendkívül széles területét öleli fel a bioelektronikától a kvantumbiológiáig. Szintén általános fejlődési irány, hogy a biofizikusok a klasszikus fizika és matematika (főként a statisztika) modelljeit és vizsgálómódszereit nagyobb rendszerek, úgymint szövetek, szervek, populációk és ökoszisztémák leírására használják.

## A biofizika főbb területei
- bioenergetika
- sejt biofizika
- ionpumpák, receptorok és transzporterek
- elektrofiziológia
- membránok
- izom és izom-összehúzódás
- nukleinsavak
- fotobiofizika
- fehérjék
- makromolekuláris rendszerek
- spektroszkópia, képalkotás stb.
- idegrendszer kutatása
- biomechanika, az élő szervezetek mozgásának tanulmányozása

Külső link
- Biophysics Textbook Online (angolul)